# Gabriel Bouck

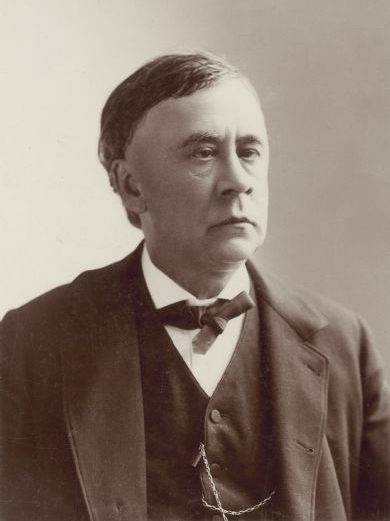
Gabriel Bouck

Gabriel Bouck (* 16. Dezember 1828 in Fultonham, Schoharie County, New York; † 21. Februar 1904 in Oshkosh, Wisconsin) war ein US-amerikanischer Politiker. Zwischen 1877 und 1881 vertrat er den Bundesstaat Wisconsin im US-Repräsentantenhaus.

## Werdegang
Gabriel Bouck war ein Sohn von William C. Bouck (1786–1859), der von 1843 bis 1844 als Gouverneur des Bundesstaates New York amtierte. Er war außerdem ein Neffe von Joseph Bouck (1788–1858), der zwischen 1831 und 1833 für New York im US-Repräsentantenhaus saß. Gabriel Bouck besuchte bis 1847 das Union College in Schenectady. Nach einem anschließenden Jurastudium und seiner im Jahr 1848 erfolgten Zulassung als Rechtsanwalt begann er in Oshkosh in seinem neuen Beruf zu arbeiten. In den Jahren 1858 und 1859 war Bouck Attorney General des Staates Wisconsin. Im Jahr 1860 wurde er als Mitglied der Demokratischen Partei in die Wisconsin State Assembly gewählt.
Während des Bürgerkrieges war Bouck Offizier im Heer der Union. Bis zu seinem Ausscheiden aus dem Militärdienst im Januar 1864 hatte er es in einer Einheit aus Wisconsin bis zum Oberst gebracht. In den Jahren 1868 und 1872 war er Delegierter zu den jeweiligen Democratic National Conventions. 1874 kandidierte er erfolglos für den Kongress. Im selben Jahr wurde er nochmals Abgeordneter und Vorsitzender im Staatsparlament.
Bei den Kongresswahlen des Jahres 1876 wurde Bouck im sechsten Wahlbezirk von Wisconsin in das US-Repräsentantenhaus in Washington, D.C. gewählt, wo er am 4. März 1877 die Nachfolge des Republikaners Alanson M. Kimball antrat. Nach einer Wiederwahl konnte er bis zum 3. März 1881 zwei Legislaturperioden im Kongress absolvieren. Bei den Wahlen des Jahres 1880 scheiterte Bouck an seinem republikanischen Gegenkandidaten Richard W. Guenther. Nach seinem Ausscheiden aus dem US-Repräsentantenhaus arbeitete er wieder als Rechtsanwalt. Politisch ist er nicht mehr in Erscheinung getreten. Gabriel Bouck starb am 21. Februar 1904 in Oshkosh.